# Perdita octomaculata
Perdita octomaculata är en biart som först beskrevs av Thomas Say 1824. Den ingår i släktet Perdita och familjen grävbin. Arten förekommer i östra Nordamerika.

## Taxonomi
ITIS anger följande underarter:
- Perdita octomaculata octomaculata (Say, 1824)
- Perdita octomaculata terminata Cockerell, 1922

## Beskrivning
Perdita octomaculata är ett litet bi, honan är omkring 7 mm lång, hanen omkring 6 mm. Huvud och mellankropp är gröna med en olivgrön ton på större delen av mellankroppen, och med en tunn, kort, vit behåring. Ansiktet har omfattande gula markeringar; även käkarna är gula med rödbruna spetsar, och antennerna svartbruna på ovansidan, tegelfärgade under. Vingbaserna är gulaktiga och vingarna halvgenomskinliga med bruna till orangebruna ribbor. Bakkroppen är brunsvart, något ljusare hos hanen.
Hanen har överläppen (labrum) och munskölden (clypeus) gula, dock med ett par små, mörka fläckar på munsköldens sidor, samt gula käkar med rödbruna spetsar. På bakkroppen har tergiterna nummer 1 till 5 gula fläckar på sidorna.
Honan har överläpp och munsköld nästan svarta, den senare dock med en gul längsstrimma och ett par små, gula fläckar på sidorna. 	På bakkroppen har tergiterna nummer 1 till 4 gula fläckar på sidorna.
Underarten Perdita octomaculata terminata är mycket lik nominatunderarten (P. o. octomaculata), men honans ljusa markeringar på ansikte, mellankropp och bakkropp är beige i stället för gula. Hanen skiljer sig endast från nominatunderarten genom att han ofta har en gul markering ovanför munskölden.

### Bildgalleri

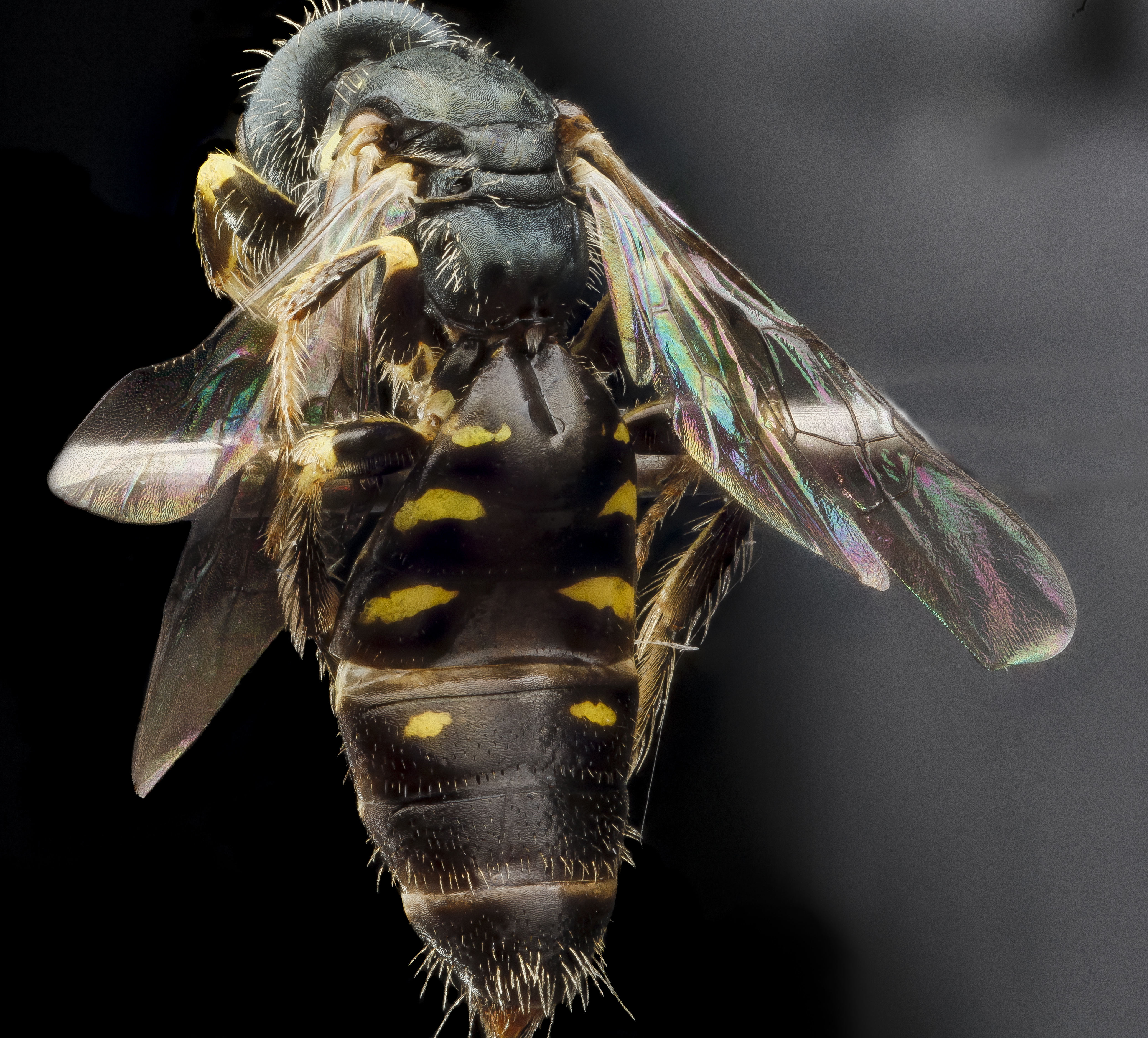
Hane, ryggsida. Tergiternas gula sidomarkeringar tydligt synliga.
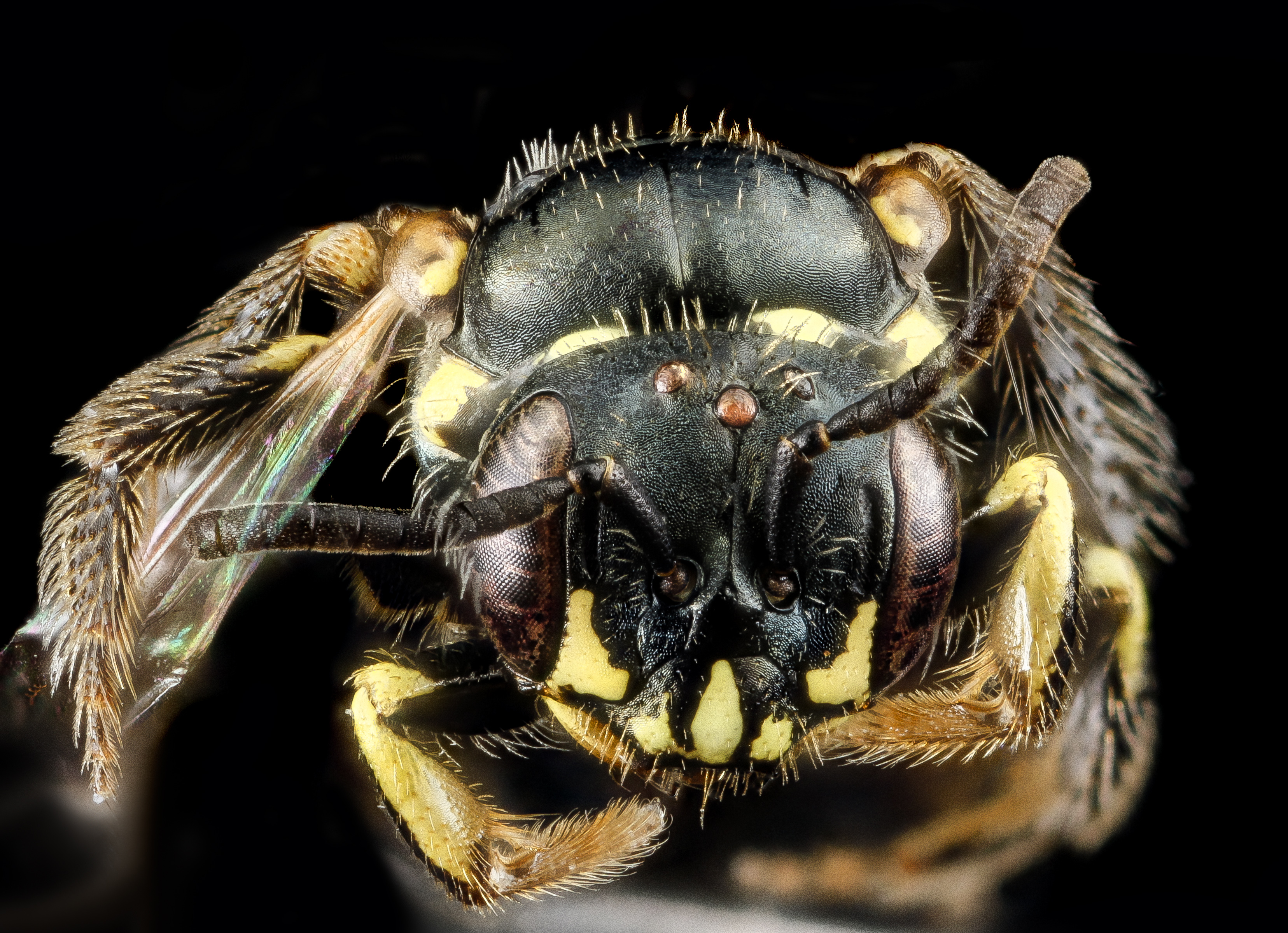
Hona, ansikte med gula markeringar.

## Utbredning
Perdita octomaculata förekommer i östra Nordamerika från New Brunswick i sydöstra Kanada till Georgia i sydöstra USA, samt västerut till Minnesota och Mississippi.

## Ekologi
Arterna i släktet livnär sig av xerofila växter som växter i öknar och andra torra biotoper. Just denna art är polylektisk, den flyger till blommande växter från många familjer, som korgblommiga växter, ljungväxter och kransblommiga växter. Arten flyger mellan juli och oktober